# 2000-es salakmotor-világbajnokság
A 2000-es salakmotor-világbajnokság a Speedway Grand Prix éra 6., összességében pedig a széria 55. szezonja volt. Az idény május 6-án kezdődött Csehországban a Markéta Stadionban és Lengyelországban végződött a Polonia Stadionban szeptember 23-án.
Mark Loram szerezte meg a bajnoki címet, Billy Hamilllel és a címvédő Tony Rickardssonnal szemben.

## Versenyzők
A szezon során összesen 22 állandó versenyző vett részt a versenyeken. A résztvevők a következőképpen tevődtek össze:
- Az 1999-es szezon első tíz helyezettje automatikusan helyet kapott a mezőnyben.[4]
- Az idény előtt megrendezett Grand Prix Challenge tíz leggyorsabb versenyzője, valamint az Intercontinental Final és a Continental Final győztese kvalifikálhatott a mezőnybe.[5][6][7]
- A mezőnyt továbbá szabadkártyás résztvevők egészítették ki.

| #                        | Motorversenyző      | Továbbjutás        | Fordulók           |
| Állandó résztvevők       | Állandó résztvevők  | Állandó résztvevők | Állandó résztvevők |
| ------------------------ | ------------------- | ------------------ | ------------------ |
| 1                        | Tony Rickardsson    | automatikus        | összes             |
| 2                        | Tomasz Gollob       | automatikus        | 1–3, 5–6           |
| 3                        | Jimmy Nilsen        | automatikus        | összes             |
| 4                        | Joe Screen          | automatikus        | összes             |
| 5                        | Leigh Adams         | automatikus        | összes             |
| 6                        | Jason Crump         | automatikus        | összes             |
| 7                        | Greg Hancock        | automatikus        | összes             |
| 8                        | Ryan Sullivan       | automatikus        | összes             |
| 9                        | Stefan Dannö        | automatikus        | összes             |
| 10                       | Chris Louis         | automatikus        | összes             |
| 11                       | Billy Hamill        | kvalifikáció       | összes             |
| 12                       | Mikael Karlsson     | kvalifikáció       | összes             |
| 13                       | Carl Stonehewer     | kvalifikáció       | összes             |
| 14                       | Brian Karger        | kvalifikáció       | összes             |
| 15                       | Henrik Gustafsson   | kvalifikáció       | összes             |
| 16                       | Mark Loram          | kvalifikáció       | összes             |
| 17                       | Andy Smith          | kvalifikáció       | összes             |
| 18                       | Antonín Kasper, Jr. | kvalifikáció       | összes             |
| 19                       | Peter Karlsson      | kvalifikáció       | összes             |
| 20                       | Brian Andersen      | kvalifikáció       | összes             |
| 21                       | Todd Wiltshire      | kvalifikáció       | összes             |
| 22                       | Rafał Dobrucki      | kvalifikáció       | 1–3, 5–6           |
| Szabadkártyás résztvevők |                     |                    |                    |
| 23                       | Michal Makovský     |                    | 1                  |
| 23                       | Nicki Pedersen      |                    | 2, 5               |
| 23                       | Piotr Protasiewicz  |                    | 3, 6               |
| 23                       | Martin Dugard       |                    | 4                  |
| 24                       | Bohumil Brhel       |                    | 1                  |
| 24                       | Rune Holta          |                    | 2                  |
| 24                       | Sebastian Ułamek    |                    | 3                  |
| 24                       | Lee Richardson      |                    | 4                  |
| 24                       | Jesper B. Jensen    |                    | 5                  |
| 24                       | Jarosław Hampel     |                    | 6                  |
| Helyettesítő résztvevők  |                     |                    |                    |
| 25                       | John Jørgensen      |                    | 4                  |
| 28                       | Jason Lyons         |                    | 4                  |

Megjegyzések:
- Csak azok a résztvevők szerepelnek a listán, akik legalább egy versenyen részt vettek a szezon során.

## Versenynaptár és eredmények
| Forduló | Dátum          | Helyszín           | Győztes          | Második       | Harmadik         | Negyedik         | Listavezető      | Előny |
| ------- | -------------- | ------------------ | ---------------- | ------------- | ---------------- | ---------------- | ---------------- | ----- |
| 1       | május 6.       | Markéta Stadion    | Billy Hamill     | Mark Loram    | Chris Louis      | Todd Wiltshire   | Billy Hamill     | 5     |
| 2       | június 3.      | Motorstadion       | Jason Crump      | Mark Loram    | Todd Wiltshire   | Tony Rickardsson | Mark Loram       | 6     |
| 3       | július 1.      | Stadion Olimpijski | Tony Rickardsson | Billy Hamill  | Chris Louis      | Leigh Adams      | Tony Rickardsson | 0     |
| 4       | július 29.     | Brandon Stadion    | Martin Dugard    | Ryan Sullivan | Mark Loram       | Jason Lyons      | Mark Loram       | 4     |
| 5       | szeptember 2.  | Speedway Center    | Greg Hancock     | Jason Crump   | Stefan Dannö     | Nicki Pedersen   | Mark Loram       | 12    |
| 6       | szeptember 23. | Polonia Stadion    | Billy Hamill     | Greg Hancock  | Tony Rickardsson | Jason Crump      | Mark Loram       | 7     |

## Végeredmény
Pontrendszer
| Helyezés | 1. | 2. | 3. | 4. | 5. | 6. | 7. | 8. | 9. | 10. | 11. | 12. | 13. | 14. | 15. | 16. | 17. | 18. | 19. | 20. | 21. | 22. | 23. | 24. |
| -------- | -- | -- | -- | -- | -- | -- | -- | -- | -- | --- | --- | --- | --- | --- | --- | --- | --- | --- | --- | --- | --- | --- | --- | --- |
| Pont     | 25 | 20 | 18 | 16 | 15 | 14 | 12 | 10 | 8  | 8   | 7   | 7   | 6   | 6   | 5   | 5   | 4   | 4   | 3   | 3   | 2   | 2   | 1   | 1   |

| Pozíció | Versenyző           | CZE | SWE | POL | GBR | DEN | EUR | Pont |
| ------- | ------------------- | --- | --- | --- | --- | --- | --- | ---- |
|         | Mark Loram          | 20  | 20  | 15  | 18  | 15  | 14  | 102  |
|         | Billy Hamill        | 25  | 6   | 20  | 5   | 14  | 25  | 95   |
|         | Tony Rickardsson    | 14  | 16  | 25  | 14  | 7   | 18  | 94   |
| 4.      | Jason Crump         | 5   | 25  | 12  | 10  | 20  | 16  | 88   |
| 5.      | Greg Hancock        | 7   | 5   | 7   | 12  | 25  | 20  | 76   |
| 6.      | Leigh Adams         | 6   | 10  | 16  | 15  | 12  | 6   | 65   |
| 7.      | Tomasz Gollob       | 15  | 14  | 14  | –   | 6   | 15  | 64   |
| 8.      | Todd Wiltshire      | 16  | 18  | 7   | 7   | 3   | 12  | 63   |
| 9.      | Ryan Sullivan       | 8   | 12  | 8   | 20  | 8   | 6   | 62   |
| 10.     | Chris Louis         | 18  | 7   | 18  | 8   | 5   | 4   | 60   |
| 11.     | Jimmy Nilsen        | 6   | 15  | 5   | 6   | 2   | 8   | 42   |
| 12.     | Stefan Dannö        | 3   | 4   | 10  | 6   | 18  | 0   | 41   |
| 13.     | Mikael Karlsson     | 12  | 8   | 4   | 8   | 5   | 2   | 39   |
| 14.     | Henrik Gustafsson   | 8   | 4   | 2   | 5   | 10  | 10  | 39   |
| 15.     | Peter Karlsson      | 3   | 2   | 8   | 7   | 8   | 7   | 35   |
| 16.     | Joe Screen          | 5   | 5   | 6   | 3   | 7   | 8   | 34   |
| 17.     | Antonín Kasper, Jr. | 7   | 6   | 5   | 4   | 6   | 4   | 32   |
| 18.     | Carl Stonehewer     | 10  | 7   | 3   | 4   | 3   | 3   | 30   |
| 19.     | Martin Dugard       | –   | –   | –   | 25  | –   | –   | 25   |
| 20.     | Nicki Pedersen      | –   | 1   | –   | –   | 16  | –   | 17   |
| 21.     | Rafał Dobrucki      | 4   | 3   | 3   | –   | 1   | 5   | 16   |
| 22.     | Jason Lyons         | –   | –   | –   | 16  | –   | –   | 16   |
| 23.     | Brian Andersen      | 4   | 2   | 1   | 2   | 4   | 2   | 15   |
| 24.     | Brian Karger        | 2   | 3   | 4   | 1   | 2   | 1   | 13   |
| 25.     | Andy Smith          | 2   | 1   | 1   | 2   | 1   | 3   | 10   |
| 26.     | Rune Holta          | –   | 8   | –   | –   | –   | –   | 8    |
| 27.     | Jarosław Hampel     | –   | –   | –   | –   | –   | 7   | 7    |
| 28.     | Sebastian Ułamek    | –   | –   | 6   | –   | –   | –   | 6    |
| 29.     | Jesper B. Jensen    | –   | –   | –   | –   | 4   | –   | 4    |
| 30.     | Piotr Protasiewicz  | –   | –   | 2   | –   | –   | 1   | 3    |
| 31.     | Lee Richardson      | –   | –   | –   | 3   | –   | –   | 3    |
| 32.     | Michal Makovský     | 1   | –   | –   | –   | –   | –   | 1    |
| 33.     | Bohumil Brhel       | 1   | –   | –   | –   | –   | –   | 1    |
| 34.     | John Jørgensen      | –   | –   | –   | 1   | –   | –   | 1    |
| Pozíció | Versenyző           | CZE | SWE | POL | GBR | DEN | EUR | Pont |

| Szín      | Eredmény                 |
| --------- | ------------------------ |
| Arany     | Győztes                  |
| Ezüst     | 2. helyezett             |
| Bronz     | 3. helyezett             |
| Sötétzöld | 4. helyezett             |
| Zöld      | A középdöntőben kiesett  |
| Fehér     | A selejtezőben kiesett   |
| Piros     | Nem vett részt a futamon |